# Eversley
Eversley är en ort och civil parish i Storbritannien.   Den ligger i grevskapet Hampshire och riksdelen England, i den södra delen av landet, 60 km väster om huvudstaden London. Eversley ligger 49 meter över havet och antalet invånare är 2 600.
Terrängen runt Eversley är platt. Runt Eversley är det tätbefolkat, med 636 invånare per kvadratkilometer. Närmaste större samhälle är Reading, 12,7 km nordväst om Eversley. Omgivningarna runt Eversley är en mosaik av jordbruksmark och naturlig växtlighet.